# Pseudoselago densifolia
Pseudoselago densifolia är en flenörtsväxtart som först beskrevs av Ferdinand von Hochstetter, och fick sitt nu gällande namn av O.M. Hilliard. Pseudoselago densifolia ingår i släktet Pseudoselago och familjen flenörtsväxter. Inga underarter finns listade i Catalogue of Life.